# Gustavo Iturra
Gustavo Javier Iturra Matus (Bariloche, Provincia de Río Negro, Argentina, 6 de abril de 1999) es un futbolista profesional argentino-chileno, que se desempeña como mediocampista y actualmente juega en Deportes Rengo de la Segunda División Profesional de Chile.

## Clubes
| Club                       | País      | Año       |
| -------------------------- | --------- | --------- |
| Racing Club                | Argentina | 2018-Act. |
| → Santamarina (cedido)     | Argentina | 2019-2021 |
| → Unión La Calera (cedido) | Chile     | 2021      |
| Deportes Rengo             | Chile     | 2023-Act. |